# Élections aux Cortes d'Aragon de 1991
Les élections aux Cortes d'Aragon de 1991 (en espagnol : Elecciones a las Cortes de Aragón de 1991) se tiennent le dimanche 26 mai 1991, afin d'élire les 67 députés de la IIIe législature des Cortes d'Aragon pour un mandat de quatre ans.

## Mode de scrutin
Les Cortes d'Aragon (Cortes de Aragón) est une assemblée parlementaire monocamérale constituée de 67 députés (diputados) élu pour une législature de quatre ans au suffrage universel direct selon les règles du scrutin proportionnel d'Hondt par l'ensemble des personnes résidant dans la communauté autonome où résidant momentanément à l'extérieur de celle-ci, si elles en font la demande.

### Convocation du scrutin
Conformément à l'article 18 du statut d'autonomie de l'Aragon, les Cortes sont élues pour un mandat de quatre ans. L'article 11 de la loi électorale aragonaise du 18 février 1987 précise que les élections sont convoquées au moyen d'un décret du président de la Députation générale d'Aragon « dans les délais prévus par la loi organique relative au régime électoral général » afin que le scrutin se tienne le quatrième dimanche du mois de mai, tous les quatre ans.

### Nombre de députés par circonscription
Puisque l'article 19 du statut d'autonomie prévoit que « les Cortes seront composées par un nombre de députés compris entre 60 et 75 », l'article 13 de la loi électorale dispose que le nombre de parlementaires est fixé à 67 et attribue à chaque circonscription 13 sièges, les 28 mandats restant étant distribués en fonction de la population provinciale, l'article 12 énonce effectivement que « chaque province constitue une circonscription électorale. »
Le décret de convocation des élections, publié le 2 avril 1991, dispose que la circonscription de Huesca se voit attribuer 18 députés, la circonscription de Teruel 16 députés et la circonscription de Saragosse 33 députés.

### Présentation des candidatures
Peuvent présenter des candidatures, : 
- les partis et fédérations de partis inscrits auprès des autorités ;
- les coalitions de partis et/ou fédérations inscrites auprès de la commission électorale au plus tard dix jours après la convocation du scrutin ;
- les groupes d'électeurs bénéficiant du parrainage d'au moins 1 % des électeurs de la circonscription.

### Répartition des sièges
Seules les listes ayant recueilli au moins 3 % des suffrages exprimés dans une circonscription peuvent participer à la répartition des sièges à pourvoir dans cette circonscription, qui s'organise en suivant différentes étapes : 
- les listes sont classées en une colonne par ordre décroissant du nombre de suffrages obtenus ;
- les suffrages de chaque liste sont divisés par 1, 2, 3... jusqu'au nombre de députés à élire afin de former un tableau ;
- les mandats sont attribués selon l'ordre décroissant des quotients ainsi obtenus[9].

## Campagne

### Principales forces politiques
| Force politique | Force politique                                                                                   | Force politique | Chef de file                                                      | Idéologie                                                                     | Résultats en 1987          |
| --------------- | ------------------------------------------------------------------------------------------------- | --------------- | ----------------------------------------------------------------- | ----------------------------------------------------------------------------- | -------------------------- |
|                 | Parti socialiste ouvrier espagnol Partido Socialista Obrero Español                               | PSOE            | José Marco (Président de la députation de Saragosse)              | Centre gauche Social-démocratie, progressisme, régionalisme                   | 36,2 % des voix 27 députés |
|                 | Parti aragonais Partido Aragonés                                                                  | PAR             | Hipólito Gómez de las Roces (Président de la Députation générale) | Centre à centre droit Nationalisme aragonais, conservatisme                   | 28,6 % des voix 19 députés |
|                 | Parti populaire Partido Popular                                                                   | PP              | Santiago Lanzuela (Conseiller à l'Économie)                       | Centre droit à droite Libéral-conservatisme, démocratie chrétienne, unionisme | 17,0 % des voix 13 députés |
|                 | Centre démocratique et social Centro Democrático y Social                                         | CDS             | José Luis Merino                                                  | Centre Libéralisme, social-libéralisme, démocratie chrétienne                 | 10,4 % des voix 6 députés  |
|                 | Convergence alternative d'Aragon - Gauche unie Convergencia Alternativa de Aragón-Izquierda Unida | CAA-IU          | Adolfo Burriel                                                    | Gauche radicale Écosocialisme, communisme, républicanisme                     | 5,0 % des voix 2 députés   |

## Résultat

### Total régional
| Représentation en hémicycle sur un axe gauche-droite du résultat. |                                                         |         |       |      |        |               |
| Partis                                                            | Partis                                                  | Voix    | %     | +/-  | Sièges | +/-           |
|                                                                   | Parti socialiste ouvrier espagnol (PSOE)                | 246 617 | 40,82 | 4,63 | 30     | 3             |
|                                                                   | Parti aragonais (PAR)                                   | 151 377 | 25,05 | 3,49 | 17     | 2             |
|                                                                   | Parti populaire (PP)                                    | 126 840 | 20,99 | 3,98 | 17     | 4             |
|                                                                   | Convergence alternative d'Aragon - Gauche unie (CAA-IU) | 41 081  | 6,80  | 1,85 | 3      | 1             |
|                                                                   | Centre démocratique et social (CDS)                     | 18 924  | 3,13  | 7,26 | 0      | 6             |
|                                                                   | Chunta Aragonesista (CHA)                               | 14 008  | 2,32  | 1,34 | 0      | en stagnation |
|                                                                   | Autres                                                  | 5 377   | 0,89  | –    | 0      | en stagnation |
|                                                                   |                                                         |         |       |      |        |               |
| Votes valides                                                     | Votes valides                                           | 604 224 | 98,00 |      |        |               |
| Votes blancs                                                      | Votes blancs                                            | 7 999   | 1,30  |      |        |               |
| Votes nuls                                                        | Votes nuls                                              | 4 322   | 0,70  |      |        |               |
| Total                                                             | Total                                                   | 616 545 | 100   | –    | 67     | en stagnation |
| Abstentions                                                       | Abstentions                                             | 338 529 | 35,45 |      |        |               |
| Inscrits / Participation                                          | Inscrits / Participation                                | 955 074 | 64,55 |      |        |               |

### Par circonscription
|             |             |         |         |               |               |         |         |               |               |         |         |               |               |  |  |  |  |  |  |
| Sièges      | Sièges      | 18      | 18      | en stagnation | en stagnation | 16      | 16      | en stagnation | en stagnation | 33      | 33      | en stagnation | en stagnation |  |  |  |  |  |  |
|             |             |         |         |               |               |         |         |               |               |         |         |               |               |  |  |  |  |  |  |
|             |             | Nombre  | Nombre  | %             | %             | Nombre  | Nombre  | %             | %             | Nombre  | Nombre  | %             | %             |  |  |  |  |  |  |
| Inscrits    | Inscrits    | 169 290 | 169 290 | 100,00        | 100,00        | 118 833 | 118 833 | 100,00        | 100,00        | 666 951 | 666 951 | 100,00        | 100,00        |  |  |  |  |  |  |
| Abstentions | Abstentions | 52 692  | 52 692  | 31,13         | 31,13         | 35 176  | 35 176  | 29,60         | 29,60         | 250 661 | 250 661 | 37,58         | 37,58         |  |  |  |  |  |  |
| Votants     | Votants     | 116 598 | 116 598 | 68,87         | 68,87         | 83 657  | 83 657  | 70,40         | 70,40         | 416 290 | 416 290 | 62,42         | 62,42         |  |  |  |  |  |  |
| Nuls        | Nuls        | 982     | 982     | 0,84          | 0,84          | 578     | 578     | 0,69          | 0,69          | 2 762   | 2 762   | 0,66          | 0,66          |  |  |  |  |  |  |
| Blancs      | Blancs      | 1 444   | 1 444   | 1,24          | 1,24          | 889     | 889     | 1,06          | 1,06          | 5 666   | 5 666   | 1,36          | 1,36          |  |  |  |  |  |  |
| Exprimés    | Exprimés    | 114 172 | 114 172 | 97,92         | 97,92         | 82 190  | 82 190  | 98,25         | 98,25         | 407 862 | 407 862 | 97,98         | 97,98         |  |  |  |  |  |  |
|             |             |         |         |               |               |         |         |               |               |         |         |               |               |  |  |  |  |  |  |
| Partis      | Partis      | Voix    | %       | Sièges        | +/-           | Voix    | %       | Sièges        | +/-           | Voix    | %       | Sièges        | +/-           |  |  |  |  |  |  |
|             | PSOE        | 45 536  | 39,88   | 8             | 1             | 31 463  | 38,28   | 7             | en stagnation | 169 618 | 41,59   | 15            | 2             |  |  |  |  |  |  |
|             | PAR         | 29 318  | 25,68   | 5             | en stagnation | 16 367  | 19,91   | 3             | en stagnation | 105 692 | 25,91   | 9             | 2             |  |  |  |  |  |  |
|             | PP          | 23 574  | 20,65   | 4             | 1             | 25 990  | 31,62   | 6             | 1             | 77 276  | 18,95   | 7             | 2             |  |  |  |  |  |  |
|             | CAA-IU      | 7 658   | 6,71    | 1             | en stagnation | 2 491   | 3,03    | 0             | en stagnation | 30 932  | 7,58    | 2             | 1             |  |  |  |  |  |  |
|             | CDS         | 4 037   | 3,54    | 0             | 2             | 4 171   | 5,07    | 0             | 1             | 10 716  | 2,63    | 0             | 3             |  |  |  |  |  |  |
|             | Autres      | 4 049   | 3,55    |               |               | 1 708   | 2,08    |               |               | 13 628  | 3,34    |               |               |  |  |  |  |  |  |

## Suites
Le 25 juin 1991, le président de la Députation générale Hipólito Gómez de las Roces indique qu'il n'a pas l'intention d'être candidat à sa succession. Il justifie sa décision par l'accord conclu entre le Parti aragonais (PAR) et le Parti populaire (PP) pour reconduire leur coalition gouvernementale, le chef de l'exécutif sortant se montrant critique de la collaboration du PAR — au sein duquel il n'exerce aucune responsabilité — avec le PP sous la mandature précédente.
Les nationalistes lui choisissent alors comme successeur leur propre secrétaire général, Emilio Eiroa. Il remporte effectivement la confiance des députés le 10 juillet suivant par 34 voix pour et 33 contre, puis forme un gouvernement réparti à parité entre le PAR et le PP.